# イータン・トーマス
デドリック・イータン・トーマス  (Dedrick Etan Thomas 1978年4月1日 - )は、アメリカ合衆国・ニューヨーク州ニューヨーク市出身の元バスケットボール選手。NBAのワシントン・ウィザーズなどで活躍した。

## 来歴
シラキュース大学から2000年のNBAドラフトでダラス・マーベリックスから指名を受けNBA入り。マーベリックスでは出場機会がなく、2001年2月のジュワン・ハワードらとの大型トレードでワシントン・ウィザーズに移籍。トーマスはウィザーズで多くの出場機会を得ることになる。
その後2001年にウィザーズに入団したブレンダン・ヘイウッドとは常に出場時間を争うライバル関係にあった。トーマスやクワミ・ブラウンとの先発争いを制して4シーズンの間ウィザーズの先発センターを務めてきたヘイウッドだったが、2006-07シーズンはトーマスが先発の座を獲得。そしてこのシーズンの11月にはついに口論から暴力沙汰に発展した。ヘイウッドはトーマスのドレッドヘアを掴み、トーマスはヘイウッドを床に投げつけた。2人とも1試合の出場停止処分を受けたが、その後ヘイウッドはトーマスから先発の座を奪還。翌2007-08シーズンはトーマスに不整脈が発覚すると言う不幸が襲ったため、結果的にヘイウッドには多くの出場時間が割かれるようになり、成績を10.6得点7.2リバウンドまで伸ばすことができたが、翌2008-09シーズンは今度はヘイウッドが右手首の故障でシーズンをほぼ全休した為に、前述の不整脈を克服したトーマスが再び先発の座を奪還した。
2009年のNBAドラフト開催日、ミネソタ・ティンバーウルブズに移籍するも、1ヶ月後にオクラホマシティ・サンダーに移籍。トーマスはオクラホマ州タルサに自宅を所有していたこともあり、サンダーでは "準・地元選手" として出迎えられた。
2010年夏、アトランタ・ホークスと1年契約を締結。ホークスでは13試合の出場に止まり、その後は契約するチームも現れず、引退した。